# ماجد بن سعيد
ماجد بن سعيد البوسعيدي أول سلاطين زنجبار (ولد عام 1834 وتوفي في 7 أكتوبر 1870) وهو الابن السادس من أبناء السلطان سعيد بن سلطان البوسعيدي. عينه والده نائبا للسطان على زنجبار خلال فترة وجوده في عمان، وذلك بعد وفاة أخيه خالد الذي كان ماسكا للمنصب منذ عام 1828 - 1854م وقد حكم زنجبار ابتداء من 19 أكتوبر 1856 وحتى وفاته في 7 أكتوبر 1870. وانشأ مدينة دار السلام كعاصمة صيفية للسلطنة عام 1862.

## عائلته
هو الابن السادس للسلطان سعيد بن سلطان ووالدته امرأة شركسية اسمها سارة. وهو أكثر أبناء السيد سعيد رباطة جأش، وأقلهم زهوا وغطرسة، مما كونت له تلك الصفات شعبية قوية وحب أبوه له، إلا أنه كان معتل الصحة، إذ كان يعاني منذ ولادته من نوبات صرع وكان المرض ينتابه بعنف بين الحين والآخر ويستمر معه وقتا طويلا، وقد سبب له المتاعب الجمة. لم ينجب من زوجته عزة وهي يتيمة من أقاربه في عمان سوى ابنته السيدة خنفورة بنت ماجد والتي تزوجها السلطان السابع لزنجبار حمود بن محمد.

## الحكم

### الخلاف على الحكم
استلم الحكم بعد وفاة والده سعيد بن سلطان كسلطان لعمان وزنجبار، ولكن لم يتم الاعتراف بولايته من قبل أخيه السلطان ثويني بن سعيد سلطان مسقط وعمان، فبدأ الصراع على الحكم بين الأخوة بعد وفاة والدهم عام 1856م، فحصلت مناوشات على وراثة العرش. وقد لعبت كل من بريطانيا وفرنسا دورا متفاوتا في استغلال هذا الخلاف بين هذين الأخوين فقد تحركت قواتهما العسكرية والمسـؤولون السياسيون البريطانيون والفرنسيون على الفور لتحقيق مكاسب لمصالح بلدانهم، وقد بذلوا في ذلك جهداً كبيراً وتنقلوا بين مسقط وزنجبار بغرض الحماية والوصاية، وكانوا في حقيقة الأمر يشجعون الخلافات بين الأخوين في وقت كانوا يظهرون فيه على أنهم يبذلون سعيهم وراء التوسط لحل المشاكل.
حتى تدخل الإنجليز بتاريخ 6 أبريل 1861 فقسموا الدولة إلى سلطنتين، سلطنة مسقط وعمان ويحكمها الابن الأكبر وهو السلطان ثويني بن سعيد وسلطنة زنجبار يحكمها السلطان ماجد بن سعيد. وأن يقوم ماجد سنويا بدفع مبلغ معين وقدره 40,000 دولار ماريا تريزا لأخيه الأكبر. وقد التزم ماجد بهذا بالسنة الأولى فقط ثم أوقف الدفع، لأن هذا يمكن أن يعتبر نوعا من الإتاوة وينظر إليه كتابع لعمان. لم يكن ثويني قادرا علي فعل شيء إزاء هذا، وكان لديه في عمان نفسها نزاعات عليه أن يخوضها، ولم تكن إمكاناته المادية تكفي لمواجهة إمكانات حاكم زنجبار الغنية ومحاولة استعادة حقوقه بقوة السلاح. فأصبحت عمان وزنجبار، منذ ذلك الوقت ومن غير نزاع رسمي يستند إلي عقد، مملكتين منفصلتين مستقلتين عن بعضهما البعض. أصبحت العلاقة بين زنجبار ومسقط علاقة مالية فقط، أي انه كان على زنجبار أن تدفع تلك الإعانة السنوية لمسقط، وبخلاف ذلك أضحت العلاقات واهية بين قسمي السلطنة السابقة.
بدأ الطابع الأفريقي يغلب على سلطنة زنجبار بعد ذلك نتيجة لانقطاع الصلة بالوطن الأم، وقد ساعدت سياسة ماجد على تحقيق هذه النتيجة، فقد اتخذ بعض الإجراءات التي أدت إلى إضعاف الصلات بين زنجبار ومسقط ففي عام (1281هـ / 1864م) منعت سفن مسقط من الملاحة في مياه زنجبار إلا إذا أبرزت أوراقا تثبت أنها تتجر في سلع شرعية، كما كتب إلى مشايخ الخليج بأن لا يرسلوا سفنهم بعد ذلك إلى زنجبار، كما حرم السيد ماجد على سكان زنجبار تأجير المساكن للتجار العرب الآتين من شبه الجزيرة العربية، وأخيراً أوقف السيد ماجد الهدايا التقليدية التي كان يقدمها السلاطين لقبائل عُمان، مما يدل على انصرافه نهائيا عن فكرة توحيد السلطنة التي أقامها والده السيد سعيد بن سلطان.

### ثورة برغش
عندما توفي السلطان سعيد بن سلطان وهو على متن سفينته في عودته من عمان إلى زنجبار، فتولى قيادة الإسطول ابنه برغش وهو يعلم بأن أخيه الأكبر سيخلف والده بالحكم، ولكنه متيقن بأنه لايعلم عن وفاة والده. لذلك فعند وصوله إلى زنجبار ليلا وبالسر في محاولة للاستيلاء على قصر الحكم في متوني والحصن الموجود بالمدينة، لكنه عجز عن حشد ما يكفي من الأتباع لذلك فقد تم احباط محاولته. وقد عفا عنه السلطان ماجد، ولكنه قام بمحاولة أخرى عام 1865 للاستيلاء على الحكم وعزل أخيه ماجد وإعلان نفسه كسلطان لزنجبار وبمساعدة الفرنسيين. ولكن ماجد علم بالمخطط قبل حصول الانقلاب، ففر برغش بمساعدة أخته سالمة إلى مزرعة مارسيليا (يملكها أخوهم المتوفى خالد) وحصنها، وجمع حوله الكثير من العرب والأفارقة لحمايتها، لكن السلطان ماجد هاجم السراي بجنود عددهم 5000 بتاريخ 11 ربيع الأول 1276هـ / 14 أكتوبر 1859م بمساعدة الطراد الإنجليزي الذي أمده بالضباط والمدفعية، فهزمه ثم قبض عليه ونفاه إلى بومباي بالهند، ثم عفا عنه بعد ثمانية عشر شهرا وسمح له بالعودة إلى زنجبار.

## مآثر السلطان ماجد
أدخل السلطان أول مركب بخاري إلى زنجبار وكان اسمه ستارة وقد دمر في الحرب مع الإنجليز، وهو الذي بنى بيت الحكومة الذي دمر أيضا في الحرب، ويقع بين بيت العجائب ومسجد الجامع بزنجبار. وبنى مدينة دار السلام وعمرها وكان ينوي تحويلها إلى عاصمة لحكمه ولكنه توفي قبل الانتهاء من عمارتها، فعمرها الألمان عندما اتخذوها عاصمة لمستعمراتهم في أفريقيا وبنوا فيها محطة للسكة الحديد.